# Kapambwe Mulenga
Kapambwe Mulenga   (1963 - 1996) és un exfutbolista zambià de la dècada de 1990.
Fou internacional amb la selecció de futbol de Zàmbia.
Pel que fa a clubs, destacà a Nkana FC.